# Галлуа, Патрик
Патри́к Галлуа́ (фр.  Patrick Gallois, 17 апреля 1956, Ленсель, департамент Нор) — французский флейтист и дирижёр.

## Биография
Учился в Парижской консерватории у Жан-Пьера Рампаля. В 1977—1984 — первая флейта Национального оркестра Франции под руководством Лорина Маазеля. С 1984 концертировал как солист. Выступал с Й.Демусом, Л.Ласкин, Н. Гутман, Ю. Башметом, П. Шрайером и др. Наряду с классической музыкой (Бах, Гайдн, Моцарт), исполнял современных авторов — Раутаваару, Пендерецкого, Э.Танги, ему посвящали свои сочинения Карен Танака, Ян Сандстрём и др.
С 2003 по 2012 он был главным дирижёром Симфонического оркестра Ювяскюля (Симфония Finlandia Ювяскюля).
Музыкантом записано свыше 75 дисков.